# Aftershock (album)
Aftershock je 21. studijski album britanske skupine Motörhead.

## Seznam skladb
| Št.             | Naslov                         | Dolžina |
| --------------- | ------------------------------ | ------- |
| 1.              | „Heartbreaker‟                 | 3:04    |
| 2.              | „Coup De Grace‟                | 3:45    |
| 3.              | „Lost Woman Blues‟             | 4:09    |
| 4.              | „End Of Time‟                  | 3:17    |
| 5.              | „Do You Believe‟               | 2:58    |
| 6.              | „Death Machine‟                | 2:37    |
| 7.              | „Dust And Glass‟               | 2:50    |
| 8.              | „Going To Mexico‟              | 2:51    |
| 9.              | „Silence When You Speak To Me‟ | 4:30    |
| 10.             | „Crying Shame‟                 | 4:28    |
| 11.             | „Queen Of The Damned‟          | 2:50    |
| 12.             | „Knife‟                        | 2:57    |
| 13.             | „Keep Your Powder Dry‟         | 3:54    |
| 14.             | „Paralyzed‟                    | 2:50    |
| Skupna dolžina: | Skupna dolžina:                | 46:50   |